# Boleyn Anna angol királyné
Boleyn Anna angol királyné (angolul: Anne Boleyn, Queen of England, IPA: [bʊˈlɪn]; Blicking Hall, 1501 vagy 1507 – London, 1536. május 19.) VIII. Henrik második felesége, 1532-től Pembroke márkinője, angol királyné 1533 és 1536 között. Házassága és későbbi kivégzése miatt kulcsfigura volt a korabeli politikai és vallási játszmákban, valamint az anglikán egyház megalakulásában. Apja Thomas Boleyn, Wiltshire grófja, anyja Elizabeth Howard. Szülei Hollandiában és Franciaországban taníttatták, ahol előbb Mária királyné (VIII. Henrik húga), majd pedig Klaudia királyné (I. Ferenc király első felesége) udvarhölgyeként szolgált. 1522-ben tért vissza Angliába, hogy családjaik kívánságára összeházasodjon ír unokatestvérével, James Butlerrel, Ormond grófjával, így egyesítvén a Boleyn és a Butler birtokokat. A házasság a források szerint nem valósult meg. Anna Aragóniai Katalin, VIII. Henrik feleségének udvarhölgye lett. I. Erzsébet anyja.
Állítólag nem volt olyan csinos, mint húga, Mária, ám jóval intelligensebb és megfontoltabb volt nála, tele ambícióval. Alapvetően öntörvényű és temperamentumos természet volt, akárcsak későbbi férje, VIII. Henrik. Gyönyörűen énekelt, kecsesen táncolt, és rendkívül elmésen társalgott, valamint folyékonyan beszélt franciául, és kitűnően lovagolt, továbbá tudott sakkozni és kártyázni is. Gyermekkora során legalább akkora tudásra tett szert, mintha ő is királyi házból származott volna. Hatalomvágyó és feltörekvő édesapja, Thomas Boleyn, aki a pletyka szerint csupán kereskedő ősökkel rendelkezett, beházasodott a tekintélyes angol nemesi családba, a Howardba. (Felesége, Elizabeth volt Norfolk 3. hercegének, Thomas Howardnak a húga.)
VIII. Henrik 1525-től kezdett udvarolni neki. A kezdeti elutasítások után Henrik annyira szerelmes lett Annába, hogy feltett szándéka lett elválni feleségétől, Aragóniai Katalintól. VII. Kelemen pápa nem volt hajlandó a házasságot érvényteleníteni. A király még akár arra is kész volt, hogy bigámiát kövessen el, úgy, hogy egyszerre lesz Katalin és Anna férje, s az Annától származó gyermekek is igényt tarthatnak majd a trónra. Henrik megtörte a katolikus egyház hatalmát Angliában és megkezdődött a Rómától való függetlenedés előkészítése.
Henrik és Anna 1533. január 25-én összeházasodott, amivel Henrik bigámiát követett el, hiszen még nem vált el Katalintól. 1533. május 23-án Thomas Cranmer a Henrik és Katalin között kötött házasságot semmisnek nyilvánította, ami nem válás volt, hiszen a válás szerint ugyan a házasság megszűnt, de előtte létezett a házastársi kapcsolat, míg az érvénytelenítés szerint Henrik és Katalin kapcsolata sohasem volt szentesítve, csak élettársi viszonyban éltek, tehát nem voltak házasok az érvénytelenítés előtt sem. Cranmer 5 napra rá Henrik és Anna házasságát érvényesítette. Válaszul a pápa Henriket és Cranmert kitagadta. A házasság és a kitagadás eredményeként megalakult az anglikán egyház, melynek feje maga a király.
A koronázásra 1533. június 1-jén került sor. Anna 1533. szeptember 7-én életet adott egy kislánynak, a későbbi I. Erzsébet királynőnek. Henrik továbbra sem adta fel a reményt, hogy két lánya mellé (Katalintól már született egy lánya, a későbbi I. Mária királynő) fiú gyermeke is születik Annától. A királyné összesen 3 magzatot veszített el; s emiatt Henrik csalódottságában 1536 márciusában már Lady Jane Seymournak udvarolt.
1536 áprilisában Annát felségárulással vádolták meg. Május 2-án le is tartóztatták és a Towerbe zárták. Még az esküdtszék hivatalos ítélete előtt bűnösnek találták és május 15-én elítélték. 4 nappal később a Tower parkjában lefejezték.
I. Erzsébet koronázása után Annát az anglikán egyház mártírjává nyilvánították. Az évszázadok alatt Boleyn Anna alakja számtalanszor megjelent különböző művészeti és kulturális művekben. A legjelentősebb angol királynék között tartják számon.

## Élete

### Származása
Anna Thomes Boleyn, a későbbi Wiltshire és Ormond grófjának és Lady Elizabeth Howardnak a gyermeke volt. Nagyapja Thomas Howard, Norfolk hercege. Thomas Boleyn már VIII. Henrik édesapját, VII. Henriket is szolgálta; köztiszteletben álló diplomata volt, többször utazott külföldi diplomáciai utakra.
Anna és testvérei a kenti Hever Castle-ben nőttek fel. Hivatalos feljegyzés híján Anna születésének pontos dátumát nem tudjuk. Egy 1600-ban íródott itáliai dokumentum a születésének évét 1499-re, William Rope azonban 1512-re tesz. Még az sem tisztázott, hogy Anna vagy testvére, Mária volt az idősebb; a legtöbb bizonyíték arra vall, hogy Anna volt a fiatalabb. Erre utal az is, hogy a korabeli szokás szerint az idősebb testvér házasodott először; a Boleyn-családban pedig ez a személy Mária volt. A legtöbb történész tehát arra a következtetésre jutott, hogy Mária 1499-ben, így Anna feltehetőleg 1501 és 1507 között született. Volt még egy bátyjuk is, George, akit VIII. Henrik később megtett Rochford bárójának, és állítólag két másik fiútestvérük (a nevük feltehetően Thomas és Henry volt), akik valószínű, hogy még kisgyermekkorban meghaltak, s születésük dátuma sajnos ismeretlen.
Eric Ives, brit történész Anna születését 1501-re teszi, míg Retha Warnicke, amerikai történész az 1507-es évet jelölte meg. A kulcsbizonyíték: 1514-ben Anna francia nyelven írt levelet apjának Angliába (Anna ekkor Hollandiában tanult). Ives szerint a szöveg megfogalmazása és a kézírás egy 13 éves lányra vall; Warnicke azonban állítja, hogy a számos helyesírási és nyelvtani hiba arra utal, hogy egy gyermek tollából való a levél. Ives nézőpontját támasztja alá, hogy udvarhölggyé csak minimum 13 éves lány válhatott; Anna pedig ekkor Habsburg Margit savoyai hercegné szolgálatában állt.
Ezek az adatok kétségbe vonják Warnicke állításait, azonban egyik dátum sincs biztosan alátámasztva.
Anna felmenői között találhatunk londoni polgármestert, herceget, grófot, két arisztokrata nőt, kereskedőt és egy lovagot. Rokonságban állt I.Edward királlyal is.
A Boleyn-család a norfolki Blickingből származik. A Boleyn nevet többféleképpen ejtették és írták. Habsburg Margit hollandiai udvarában például Boullan-ként hangzott; a leveleket az ott szolgáló lány Anna de Boullan-ként szignózta. Az Anna Bolina megszólítást is gyakran használta; a legtöbb portrét is így címezik. Eric Ives szerint Anna nemesebb származású volt, mint Jane Seymour, Catherine Howard és Catherine Parr (VIII. Henrik további 3 felesége).

### Hollandiában és Franciaországban töltött évei
Anna apja folytatta diplomata karrierjét VIII. Henrik uralkodása alatt is. Thomas Boleyn vonzereje akkoriban Európa-szerte ismert volt; csodálói közé tartozott Habsburg Margit, I. Miksa lánya is. Margit ekkor Hollandia élén állt, és Thomas Boleyn annyira elbűvölte, hogy felajánlott egy helyet Annának az udvartartásában. Hivatalosan egy lánynak be kellett tölteni a 13. életévét, hogy ilyen megtiszteltetésben részesüljön; Anna valószínűleg fiatalabb volt, mivel a hercegné „la petite Boulin”-nek hívta. Anna 1513 tavaszán került a holland udvarba, ahol jó benyomást keltett szorgalmával és tudásával. 1514 közepén apja hazarendelte Angliába, majd októberben Franciaországba ment VIII. Henrik húgával, Máriával, aki ekkor házasodott össze XII. Lajos francia királlyal.
Franciaországban Anna először Mária királyné udvarhölgye volt, majd a 15 éves Klaudia királynéé, akivel közel 7 évet töltöttek együtt. Az udvarban tökéletesen megtanult franciául, megismerte a divatszokásokat, a francia kultúrát és az etikettet, valamint nagy érdeklődést mutatott a vallási filozófia iránt.
Anna elbűvölte a férfiakat, habár a vélemények különböztek a vonzerejét illetően. A velencei Marino Sanuto 1532 októberében látta őt, mikor VIII. Henrik találkozott I. Ferenccel Calaisnál. A férfi így írt Annáról: „nem a legszebb nő, akivel valaha találkoztam; közepes termetű, kreol bőrű, hosszú nyakkal, széles szájjal, kevésbé dús keblekkel…fekete szemei azonban gyönyörűek.” Simon Grynée 1531 szeptemberében azt írta Martin Bucer-nek, hogy Anna „fiatal, csinos, barna arcbőrű”. Lancelot de Carles elegánsnak és gyönyörűnek nevezte. A legrészletesebb, de egyben a legmegbízhatatlanabb leírás egy katolikus propagandistától, Nicholas Sanders-től származik. Az irat 1586-ban keletkezett, fél évszázaddal Anna halála után: „Boleyn Anna magas termetű nő volt, fekete hajjal, ovális és sápadt arccal. Azt beszélték, hogy az egyik felső foga kiállt és jobb kezén 6 ujj volt. Álla alatt volt egy nagy dudor, ami miatt magas nyakú ruhákat hordott.” Sanders Annát tartotta felelősnek a Rómától való elszakadásért, azért az irat valószínűleg Anna lejáratását szolgálta.
Anna franciaországi tartózkodása alatt buzgó kereszténnyé és humanista szelleművé vált. Habár támogatta a pápaság megtagadását, továbbra is elkötelezett és hű volt Szűz Máriához. Anna európai taníttatása 1521-ben véget ért és 1522 januárjában hazafelé hajózott.

### VIII. Henrik udvarában: 1522-1533
Anna hazahívásának oka volt; össze akarták házasítani ír unokatestvérével, James Butlerrel. A férfi az angol udvarban él, szolgálatai miatt megkapta az Ormond grófja címet. A jegyességet azonban rövid időn belül felbontották. James Butler megházasodott, felesége Joan Fitzegarld, Desmond grófjának lánya lett.
Boleyn Máriát, Anna nővérét korábban, 1519 végén hívták haza Franciaországból. 1520 februárjában összeházasodott egy köznemessel, William Careyvel. Az esküvőn VIII. Henrik is megjelent és meghívta udvarába az ifjú feleséget; a király szeretője lett. Máriának ebben az időben két gyermeke is született; ez alapján feltételezhető, hogy apjuk VIII. Henrik volt.
Anna 1522. március 4-én mutatkozott be Henrik udvarában, amikor is bált tartottak a harci sikerek örömére. Anna megjelenése után a legdivatosabb és legszebb nők között tartották számon az udvarban és számos férfi udvarolt neki.
Retha M. Warnicke, amerikai történész így jellemezte Annát: „Testtartása tökéletes, francia divat szerinti ruhái kifogástalanok voltak. Kecsesen és könnyeden táncolt, énekhangja kellemes. Tudott lanton és más hangszeren játszani, folyékonyan beszélt franciául. Figyelemre méltó, intelligens, éles eszű fiatal hölgy lehetett. Sugárzó energiája és vitalitása miatt vonzotta a tekinteteket. Ilyen egy tökéletes udvarbeli.”
Ebben az időben Annának Henry Percy, Northumberland grófjának fia udvarolt, titokban el is jegyezték egymást. George Cavendish, Thomas Wolsey bíboros embere szerint azonban a két fiatal nem volt szerető – vagyis Anna és Henry Percy között nem volt szexuális kapcsolat. A románcnak Percy apja miatt szakadt vége, nem támogatta az eljegyzést, Anna alacsony származása miatt. Cavendish szerint ekkor Annát visszaküldték családjához, de nem tudni, mennyi időre. Visszatérte után újra Aragóniai Katalin udvarhölgye lett.
Anna ezután egy másik férfival is szóba hozták. A kiváló Sir Thomas Wyatt, aki szintén az udvarban élt, Allingtonban nőtt fel, nem messze a Boleynek kenti birtokától. Wyatt elhagyta feleségét, ekkor kaptak szárnyra a híresztelések, miszerint Anna és a férfi között titkos románc folyik; Wyatt unokája a későbbiekben is ezen az állásponton volt, mikor nagyapjáról írt.
1525-től VIII. Henrik király kezdett el neki udvarolni. Néhányan állítják, hogy Anna kezdetben elutasította a király közeledését, kivédve ezzel azt, hogy a férfi a szeretőjévé tegye, ugyanis tanult húga, Mária korábbi hibájából, aki szerinte túl könnyen odaadta magát a királynak, s Henrik ezért unt rá olyan hamar. Anna többször el is hagyta az udvart és magányba húzódott családi birtokukon. A hosszú tiltakozással elérte célját: Henrik megígérte neki, hogy feleségül veszi.

### Henrik első házasságának érvénytelenítése
Aragóniai Katalin először Henrik bátyjának, Artúrnak volt a felesége, azonban a férfi nem sokkal a házasságkötés után meghalt. Mivel Spanyolország és Anglia is szükségét látta egy szövetségnek, így 1509-ben Henrik és Katalin összeházasodott. Mózes harmadik könyve azonban megtiltja, hogy egy férfi elvegye bátyjának özvegyét, még akkor sem, ha a házasságot nem hálták el (Katalin megesküdött, hogy szűzen ment hozzá Henrikhez). Erre a bibliai tézisre alapozva akarta Henrik érvényteleníteni a házasságát Katalinnal. Ezt nevezték a „Király nagy ügyének” (Kings’s Great Matter).
Valószínűleg Henrik fejében már megszületett az a gondolat, hogy érvényteleníti Katalinnal kötött házasságát még azelőtt, mielőtt Annával kapcsolatba került volna. Henrik mindenképp vágyott egy örökösre, amit Katalin nem tudott neki megadni (6 gyermekük közül egyedül egy lány, Mária érte meg a felnőttkort). Mikor VIII. Henrik édesapja, VII. Henrik trónra lépett, polgárháború dúlt Angliában az örökösödés miatt; egy ilyen helyzettől akarta megóvni Henrik az országát, egy törvényes fiú utóddal.
A pápa nem fogadta el ezt az indoklást, mivel Artúr és Katalin között szerinte nem történt szexuális kapcsolat; így nem érvénytelenítették a házasságot. Mivel Katalin továbbra is képtelen volt egészséges fiú örököst szülni, Henrik végleg döntött a házasság érvénytelennek nyilvánítása mellett. Kihirdette, hogy egyetlen pápának sincs joga újraértelmezni és átértékelni a Bibliát. Mivel Katalinnal eddig bűnben éltek, az egyetlen mód, hogy véget vessenek ennek, ha elválnak. Ez egyben azt is jelenti, hogy a házasságból született gyermek, Mária, törvénytelen. A királyné továbbra is tagadta, hogy házassága Artúrral érvényes lett volna.

### Anna és Henrik házassága

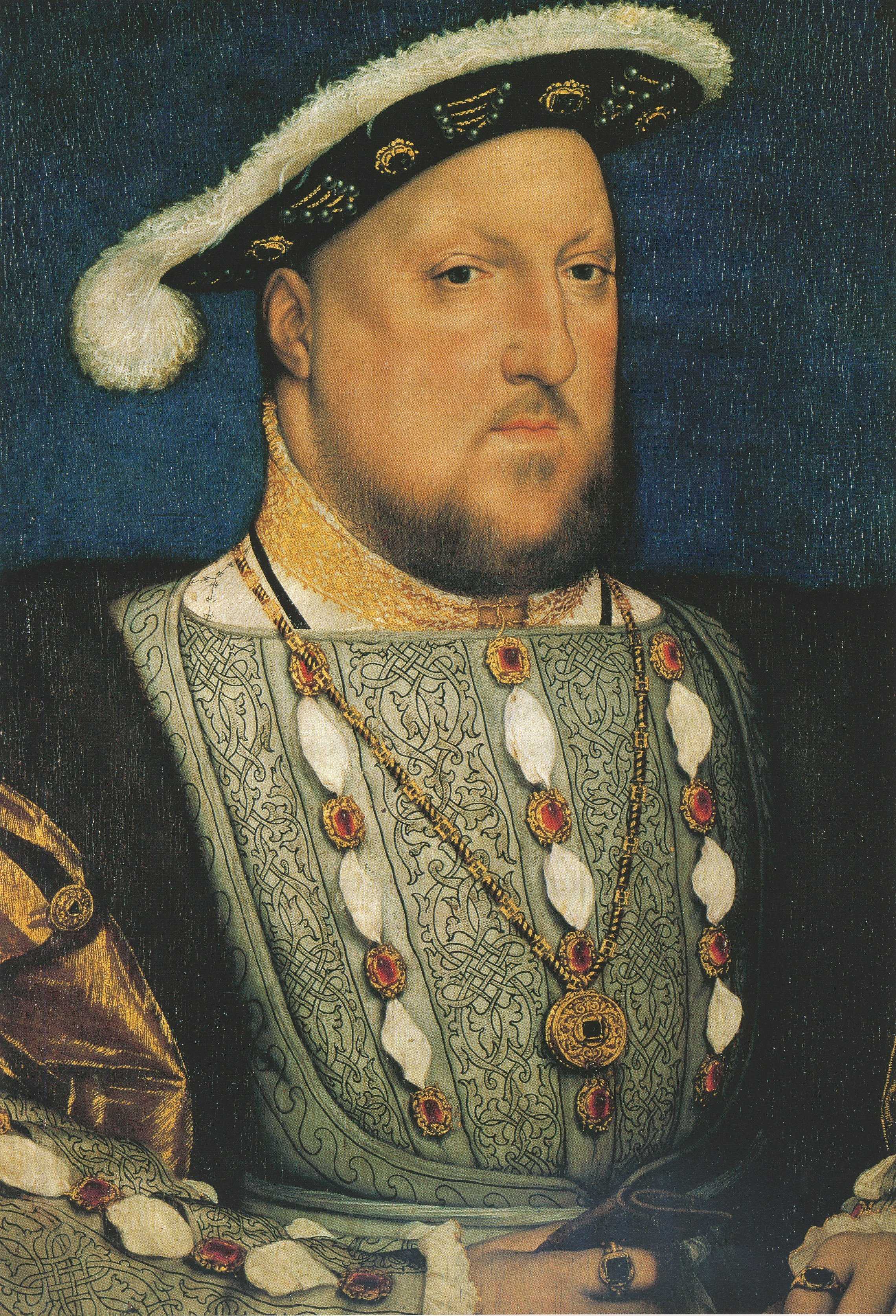
ifj. Hans Holbein: VIII. Henrik portréja, 1536.

Annának ilyen körülmények között kellett kihasználnia a felkínálkozó lehetőséget és az esetleges erkölcstelenséget, s bukást. Kijelentette, hogy elfoglalja helyét Henrik mellett a politikában és az államügyekben, de az ágyában még nem. Vitatott tény, hogy volt-e szexuális kapcsolat közöttük az esküvő előtt. Az azonban bizonyos, hogy Anna már terhes volt, mikor Henrikkel titokban összeházasodtak. Annát 1533 júniusában koronázták meg, Erzsébet pedig 1533. szeptember 7-én született.
Többféle meglátás van azzal kapcsolatban, hogy Anna mennyire volt befolyással a királyra, mennyire volt elkötelezett a reformációhoz, és mekkora szerep tulajdonítható neki a Rómával való elszakadásban. Anne Gainsford, Anna udvarhölgye szerint az új királyné adott Henriknek egy könyvet, melynek már birtoklása is eretnekségnek minősült. Ez Tyndal: A keresztény ember engedelmessége c. kötete volt.
1528-ban az „izzadásos betegség” söpört végig Angliában. Londonban nagy volt a halálozási arány, az udvartartás elmenekült. Henrik Londonban marad, Annát a kenti családi birtokukra küldte – azonban itt is elkapta a betegséget. (Boleyn Máriának férje, William Carey ekkor halt meg.) Henrik miután tudomást szerzett szerelme szenvedéseiről, saját orvosát küldte el hozzá; Anna nem sokkal később fel is épült.
Anna, mivel a francia udvarban nevelkedett és megfordult Hollandiában is, fontos szerepet játszott a korabeli nemzetközi politikában. A francia király és Henrik között értékes szövetség jött létre. I. Ferenc 1532 telén a királyt és Annát Calaisban látta vendégül, ahol Henrik áldását kérte házasságára. 1532. szeptember 1-jén Annának a Pembroke márkinője címet adományozta, aki így már megfelelő vagyonnal és tiszttel rendelkezett a királynévá váláshoz.
Anna családja is profitált a kapcsolatból: apja, aki már Rochford vikomtja volt, megkapta a Wiltshire grófja címet is. Anna ír unokatestvérének az Ormond grófja címet adományozta. Húga, Mária 100 font összegű évjáradékot kapott, fiát, Henry Carey-t pedig a cisztercita monostorban taníttathatta. 1532-ben William Warham, Canterbury érseke meghalt. A tisztségre Henrik a Boleyn-család lelkészét, a Katalintól való válását elősegítő Thomas Cranmert nevezte ki, pápai jóváhagyással.
A francia utazásból visszatérve Henrik és Anna titokban összeházasodott. A hivatalos ceremóniát 1533. május 23-án tartották, Cranmer érsek adta össze őket; egyben Henrik és Aragóniai Katalin házasságát is érvénytelenítette. 5 nappal később, 1533. május 28-án Henrik és Anna frigyét nyilvánította érvényesnek.

### Anglia királynéja
A házasság érvénytelenítésével Katalint megfosztották királynéi címétől (onnantól kezdve csak „az özvegy wales-i hercegné” megszólítás illette meg őt, ezzel utalva első férjére, a néhai Artúr wales-i hercegre.), és Annát 1533. június 1-jén megkoronázták a Westminsteri Apátságban, Szent Edward koronájával (ezt a koronát egyébként csak uralkodóknál használták).
Megkezdődött a Rómától való függetlenedés: az Alsóház döntése alapján a pápai rendelkezéseket a király engedélye nélkül tilos kihirdetni. Kelemen pápa válaszként kitagadta Henriket és Cranmert, majd 1534 márciusában felszólította a királyt, hogy haladéktalanul térjen vissza hites feleségéhez, Katalinhoz. Henrik figyelmen kívül hagyta a kérést és továbbra is Annát tekintette királynénak. John Fisher püspök és Thomas More a pápa mellett álltak és ellenszegültek Henrik akaratának – a Towerbe záratták őket. (A börtönben raboskodó Fisher-t 1535-ben a pápa bíborossá nevezte ki, ám Henrik őt is, és a szintén fogoly Thomas More-t is kivégeztette, amiért nem ismerték el Annát törvényes királynénak, Erzsébet hercegnőt pedig trónörökösnek.)

### A várva várt fiú utód
A koronázás után Anna a Greenwich Palace-be költözött, hogy felkészüljön a szülésre (ez volt a király kedvenc tartózkodási helye). A gyermek a vártnál korábban, 1533. szeptember 7-én délután jött világra. A kislányt Erzsébetnek nevezték el; mind Anna édesanyja Elizabeth Howard, mind Henrik édesanyja, Yorki Erzsébet tiszteletére. Erzsébet születését nem kísérte határtalan öröm, mivel fiút vártak. Az örökös tiszteletére tervezett programokat nem tartották meg.

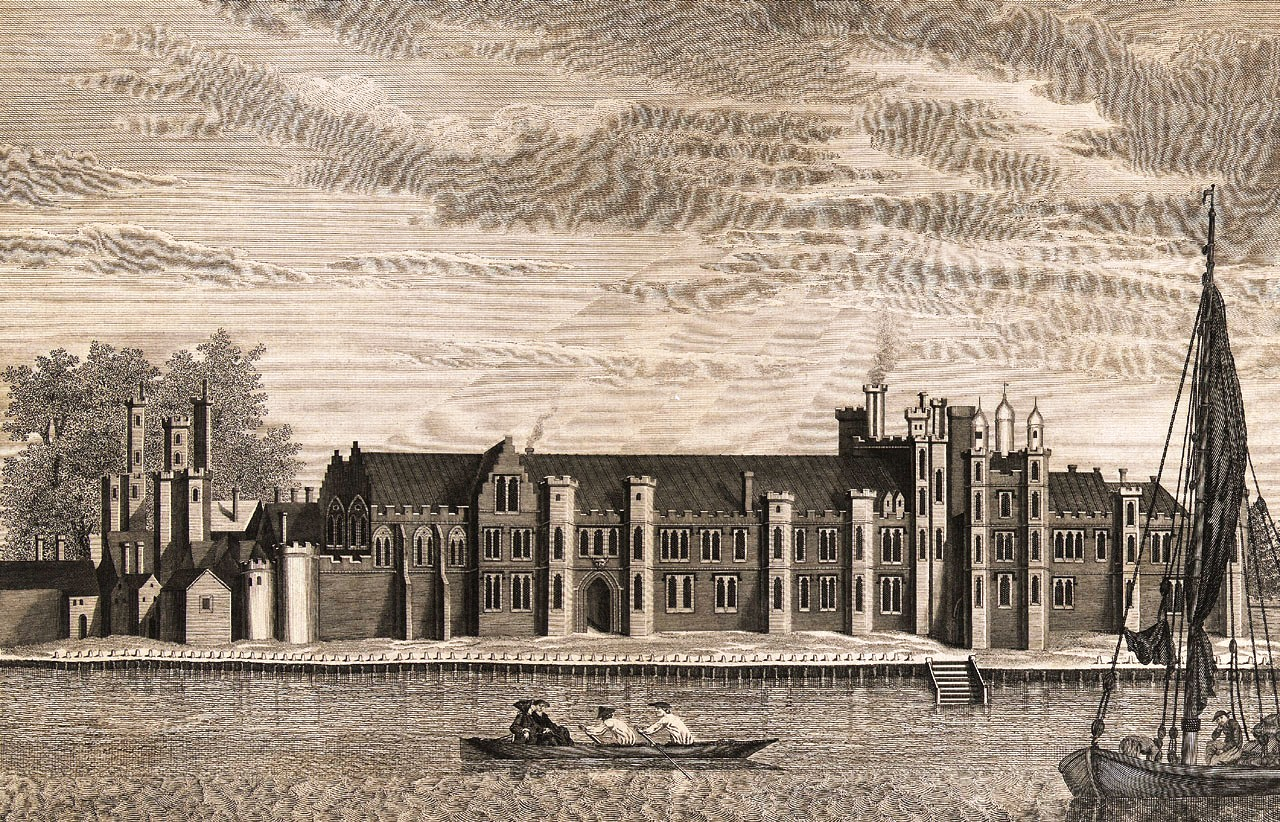
Greenwich Palace egy 17. századi rajzon

Habár Henrik és Katalin lányát, Máriát fattyúnak nyilvánították, Anna továbbra is aggódott, hogy fenyegetést jelent Erzsébet számára. Henrik próbálta Mária hatalmát visszafogni, ezért elválasztva szolgálóitól Hatfield House-ba küldte, ahol Erzsébet nevelkedett. Anna gyakran látogatta meg itt lányát.
Annának nagyobb udvartartása volt, mint Katalinnak. Több, mint 250 szolga elégítette ki igényeit, körülbelül 60 udvarhölgye volt. Rengeteget költött ruhákra, ékszerekre, bútorokra, kárpitra. Mottója: „A legboldogabb”; saját jelképének a fehér sólymot választotta. Számos gyóntatót, káplánt és tanácsadót alkalmazott. Az egyikük Matthew Parker volt, aki I. Erzsébet uralkodása alatt főépítész lett.
Annát Anglia népe nem igazán kedvelte; „a király szajhája”-ként emlegették. Miután nem tudott fiút szülni, és ellenségeit (Sir Thomas More-t és John Fisher püspököt) kivégeztették, a közvélemény még inkább ellene fordult. Anna lefejezése után Henrik népszerűsége nőtt.

### Bukása és kivégzése
A király és a királyné számára a házasságkötés utáni időszak igen nyugodt és boldog volt. Anna Erzsébet születése után újból teherbe esett, de 1534 karácsonyán elvetélt. Ekkor Henrik, Cranmer és Cromwell között felmerült az a gondolat, hogy Annától is elváljon, de 1535 nyarára újra egymásra találtak. Anna októberben ismét állapotos lett.
1536. január 8-án Aragóniai Katalin meghalt. Másnap Henrik sárgába öltözött (az öröm jelképe Angliában, de Spanyolországban a gyászé); volt feleségének halálát ünnepelte. Anna felkereste Máriát, hogy kapcsolatukat tisztázzák és kibéküljenek. Mária visszautasította Anna közeledését, melyben valószínűleg az a pletyka is közrejátszott, miszerint Katalint Henrik vagy Anna mérgeztette meg. Erre abból következtettek, hogy a bebalzsamozás során Katalin szíve befeketedett. Mai tudósok azonban felismerték, hogy ez nem mérgezésre, hanem szívrákra utal. Ezt a betegséget akkor még nem ismerték.
Az állapotos királyné félt attól, hogy ismét képtelen lesz kihordani egy fiút. Mivel Katalin már meghalt, így Henrik elválhatott tőle anélkül, hogy vissza kellene mennie előző feleségéhez.
Január végén Henrik lovagi tornát rendezett. Egy baleset folytán a király leesett lováról és két óráig eszméletlenül feküdt. Az idegesség miatt Anna 5 nap múlva ismét elvetélt. A spanyol birodalmi nagykövet Chapuys szerint a baba körülbelül egy 3 és fél hónapos, fiú magzat lehetett. Miután Anna felépült, Henrik elfordult tőle és idejét új szeretőjével, Jane Seymourral töltötte, aki rövidesen beköltözött a királyi lakosztályba.

#### A vád: hűtlenség, felségárulás és vérfertőzés
Anna életrajzírója, Eric Ives állítja, hogy Anna kivégzését Thomas Cromwell szorgalmazta leginkább. (Anna és Cromwell között vita folyt az egyházi javak elosztásáról és a külpolitikáról – Anna azt javasolta, hogy azokat jótékonysági és oktatási célokra kell felhasználni, Cromwell szerint viszont a kiürült kincstárat kellene feltölteni.)
Cromwell életrajzírója, John Schofield azonban állítja, hogy semmilyen hatalmi versengés nem volt Anna és a tanácsos között. Nem Cromwell ötlete volt a hűtlenség vádja, ő és a többi hivatalnok csupán támogatta Henrik „hadjáratát”.
Április vége felé a flamand Mark Smeatont, Anna udvari zenészét letartóztatták. Kezdetben tagadta, hogy a királyné szeretője lenne, de később (vélhetően kínzás után) vallomást tett. Egy másik udvarbelit, Sir Henry Norrist és Sir Francis Westont szintén letartóztatták. Norris tagadta bűnösségét és megesküdött Anna ártatlanságára. Sir William Breretont, a kincstári kamarást hűtlenség vádjával letartóztatták.
Sir Thomas Wyattről terjesztették, hogy kapcsolatba került Annával, még a Henrikkel való házasság előtt. A férfit most bebörtönözték, de a Cromwell-lel való barátság miatt nem sokkal később elengedték. Sir Richard Page-t szintén megvádolták, hogy szexuális kapcsolata volt a királynéval, ám bizonyítékok hiányában felmentették. Anna bátyját, George Boleyn-t is letartóztatták vérfertőzés és árulás miatt. A források szerint kétszer követett el vérfertőzést tulajdon húgával: 1535 novemberében és decemberében.
1536. május 2-án Annát hűtlenséggel, vérfertőzéssel és felségárulás vádjával letartóztatták és a Towerbe vitték. A börtönben teljesen összeomlott; nem tudta, hogy mi történik az édesapjával és a bátyjával; még saját letartóztatásának okával sem volt tisztában. III. Edward óta a királyné hűtlensége felségárulásnak számít; a büntetés: máglyahalál. Így Annára is ez a sors várt.
Habár a bizonyítékok nem voltak meggyőzőek, Annát bűnösnek találták. Bátyját és a többi vádlottat 1536. május 17-én kivégezték. Anthony Kingston, a Tower felügyelője szerint Anna meglehetősen boldognak és elégedettnek tűnt. A király felesége ítéletét máglyahalálról lefejezésre változtatta és a franciaországi Saint-Omerből hívatta el Annához a legjobb hóhért. A kivégzést május 19-re tűzték ki.
Anthony Kingston így ír erről: „Reggel küldött értem, hogy legyek vele az utolsó órákban. Én mindig biztos voltam az ártatlanságában. Levelében ez állt: „Mr. Kingston, azt hittem, hogy már délelőtt végrehajtják az ítéletet és szenvedésemnek vége szakad.” Azt feleltem erre, hogy nem fog érezni fájdalmat, az egész rövid ideig fog tartani. Erre ő azt felelte: „Úgy hallottam, hogy a hóhér igen ügyes és tapasztalt…és nekem úgyis vékony nyakam van.” Ekkor a kezét gyengéden a nyaka köré fonta és nevetett. Jó néhány kivégzésre váró férfit és nőt láttam már, mindegyikük igen elkeseredett volt. De ő mintha örömét lelte volna a halálában.”
A közelgő halál ennek ellenére bizonyára megviselte Annát. Az Oh Death Rock Me Asleep c. verset valószínűleg ekkor írta.
Pirkadatkor ismét hívatta Kingstont, hogy együtt hallgassák meg a misét. Azután utolsó gyónása közben megesküdött Cranmer-nek lelke üdvösségére, hogy nem volt hűtlen férjéhez, a királyhoz. Ezt megismételte az áldozás előtt és után is. 
Kivégzése napján damaszt sötétszürke ruhát viselt, felette hermelinköpenyt. Két hölgy kísérte el az emelvényig, ahol rövid beszédet mondott: 
„Jó keresztény emberek! Azért jöttem ide, hogy meghaljak. Törvény szerint lettem halálra ítélve, ezért nem tiltakozok ellene; fejet hajtok a király akarata előtt. Imádkozom Istenhez, hogy óvja meg a királyt és adjon neki hosszú uralkodást. Az egyik legnemesebb, legirgalmasabb és legkiválóbb uralkodó a Földön. Nekem mindig jó és kedves férjem volt. Ha valaki az ügyemet vizsgálná, azt arra kérem, hogy jóindulattal tegye. Távozom hát a világból és itt hagylak titeket. Szívből kérem, hogy imádkozzatok értem. Jézus, fogadd el lelkemet:”
Ez a szöveg Lancelot de Carles-tól származik, aki bár Londonban tartózkodott, nem volt szemtanúja sem a tárgyalásnak, sem a kivégzésnek. Több feljegyzés is készült, mindegyik hasonló szöveggel. Anna valószínűleg nem merte kritizálni Henriket, mivel nem akarta kockáztatni Erzsébet és a Boleyn család jövőjét. Ártatlanságát viszont soha nem tagadta. Május 19-én pénteken, Boleyn Annát, Anglia királynéját kivégezték.

#### Kivégzése és temetése
Utolsó imádsága így szólt: „Jézus Krisztus, neked ajánlom a lelkemet. Uram, fogadd el lelkemet.” Az udvarhölgyei levették róla a fejdíszt és a nyakláncokat, szemére kendőt kötöttek. Egy francia hóhér, Jean Rombaud hajtotta végre az ítéletet. A legenda szerint felkiáltott: „Szolga, hol a kardom?”. Ekkor Anna a hang irányába fordult és váratlanul, megkímélve az utolsó másodpercek kínjaitól, a hóhér lefejezte.

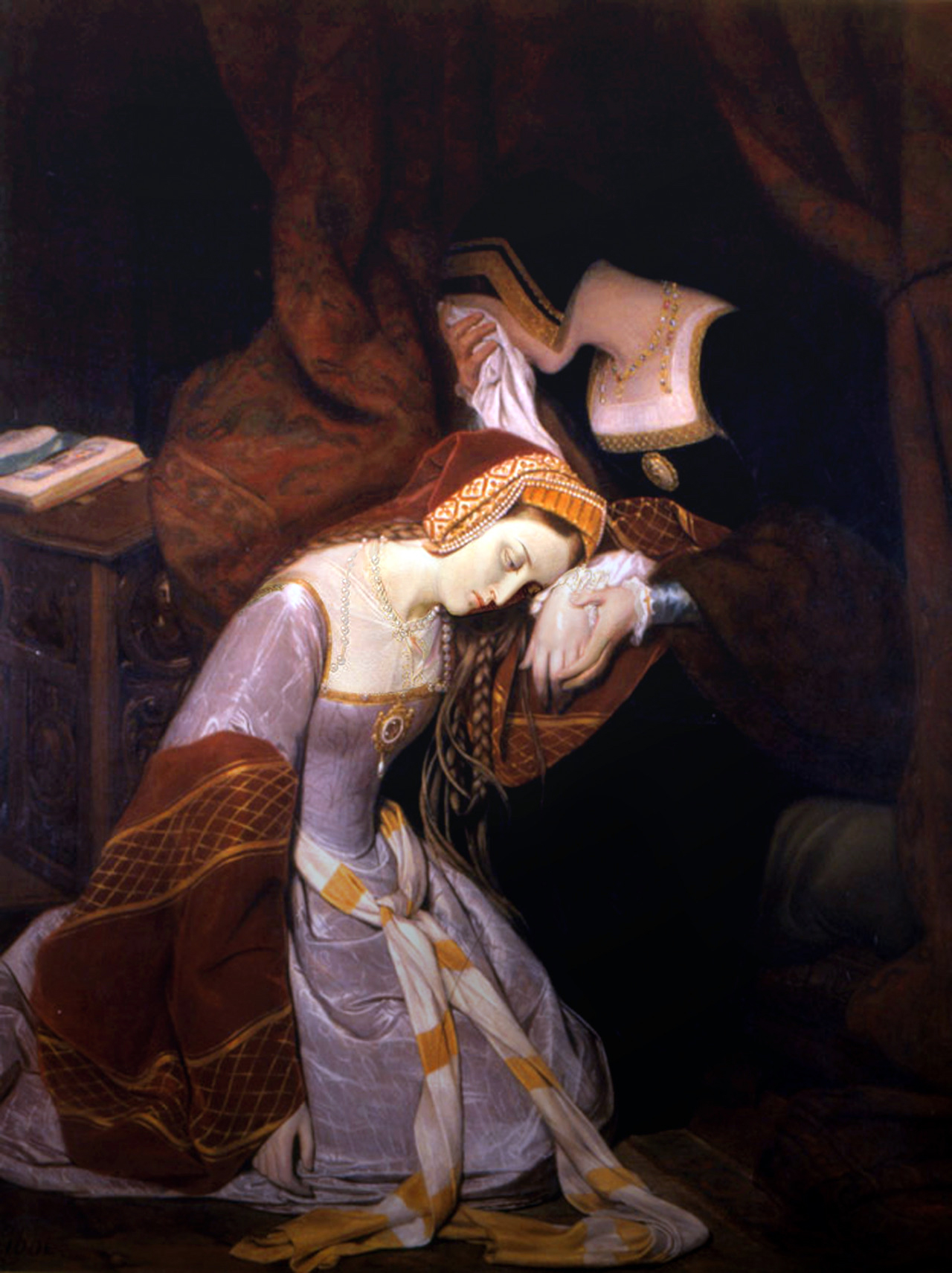
Boleyn Anna a Tower fogságában; Edouard Cibot

A kivégzésen jelen volt Thomas Cromwell, Charles Brandon, Suffolk hercege, a király törvénytelen fia Henry Fitzroy, London polgármestere, tanácsnokok, képviselők, és a Királyi Tanács több tagja is. Cranmer, aki ekkor Lambeth-ben tartózkodott, könnyekben tört ki és Alexander Ales-nek ezt mondta: „Ő, ki Anglia királynéja volt a Földön, ma a mennyeknek királynéja lett.”"
Henrik nem szervezte meg Anna temetését, még egy megfelelő, királynéhoz méltó koporsót sem biztosított. Anna teste egy ideig az emelvényen hevert; egy férfi (valószínűleg a Towerben dolgozott) egy üres nyíltartó ládát talált csak; ebbe rakták bele a testét és a fejét. A „Béklyóba vert Szent Péter” nevű királyi kápolnában helyezték őt végső nyugalomra, ám jelöletlenül, mindenféle gyászszertartás vagy végtisztesség nélkül.

## Legendák, irodalmi művek, filmek
Alakjához sok legenda és fantasztikus történet kapcsolódik. Az egyik szerint titokban a norfolki Salle templomában temették el egy fekete kő alá, közel Boleyn rokonaihoz. Azt is többen állítják, hogy teste az essexi templomban nyugszik. Egy harmadik történet szerint Anna külön kérésére szívét a suffolki Erwarton templomban nagybátyja, Sir Philip Parker helyezte nyugalomra.
A 18. században Szicíliában egy földműves azt állította, hogy mivel VIII. Henriket eretneknek nyilvánították, feleségét, Annát szintén kárhozatra ítélték és örökké az Etnában fog égni. Ezt a legendát ma is gyakran említik a turistáknak.
Néhányan jelentették már, hogy látták Anna szellemét feltűnni a Hever Castle-nél, a Blicking Hallnál, a sallei templomnál, a Towernél és a Marwell Hallnál. Még Hans Holzer, a paranormális jelenségek kutatója is beszámolt könyvében egy ilyen találkozásról (Ghosts, I’ve Met.) . 1864-ben J.D. Dundas tábornokot a Towerben szállásolták el. Ahogy kitekintett az ablakából, egy őrt pillantott meg az udvaron, Anna egykori szobájával szemben. Dundas szerint a férfi egy fehéres bőrű nőhöz beszélt, aki időközben az őr elé siklott. Meg akarta félemlíteni a szuronyával, de elájult.
1876-ban exhumálták és visszakapta királynéi címét. Egyetlen hitelesnek mondható képmás maradt fenn róla, egy 1534-ből származó medál.
Tudor Erzsébet koronázása után az anglikán egyház Annát mártírjává nyilvánította. John Foxe Erzsébet uralkodóvá válását egyenesen Anna ártatlanságának jeleként értelmezi. A századok során Anna alakját számos művészi és kulturális alkotás felhasználta.
ifj. Hans Holbein portréja mellett Gaetano Donizetti operája (Boleyn Anna, 1830), Hans Rehberg darabja (Henrik és Anna, 1942), valamint Maxwell Anderson drámája: Anna ezer napja (Anne of the Thousand Days, 1948), amelyet 1969-ben meg is filmesítettek, Geneviève Bujolddal a címszerepben. VIII. Henriket Richard Burton alakította, Aragóniai Katalin szerepét Irene Papas játszotta. A filmet 1970-ben kilenc Oscar-díjra jelölték, és a legjobb jelmeztervezés kategóriában valóban el is elnyerte az Oscar-díjat Margaret Furse (1911–1974) jelmeztervező kiváló munkája révén. A Tudorok című angol–amerikai filmsorozatban Boleyn Anna szerepét Natalie Dormer alakította az első két évadban. A filmkritikusok – többek között a második évad évadzáró epizódjában nyújtott megindító és kiváló teljesítményéért – dicsérték Dormer alakítását. Regények közül szerepel többek között Philippa Gregory A másik Boleyn lány és Robin Maxwell Boleyn kisasszony című művében.
Ma már az egyik legbefolyásosabb és legfontosabb angol királynéként tartják számon.

## Fordítás
- Ez a szócikk részben vagy egészben  az   Anne Boleyn című angol Wikipédia-szócikk fordításán alapul.  Az eredeti cikk szerkesztőit annak laptörténete sorolja fel. Ez a jelzés csupán a megfogalmazás eredetét és a szerzői jogokat jelzi, nem szolgál a cikkben szereplő információk forrásmegjelöléseként.